# Oppidum auf dem Staffelberg

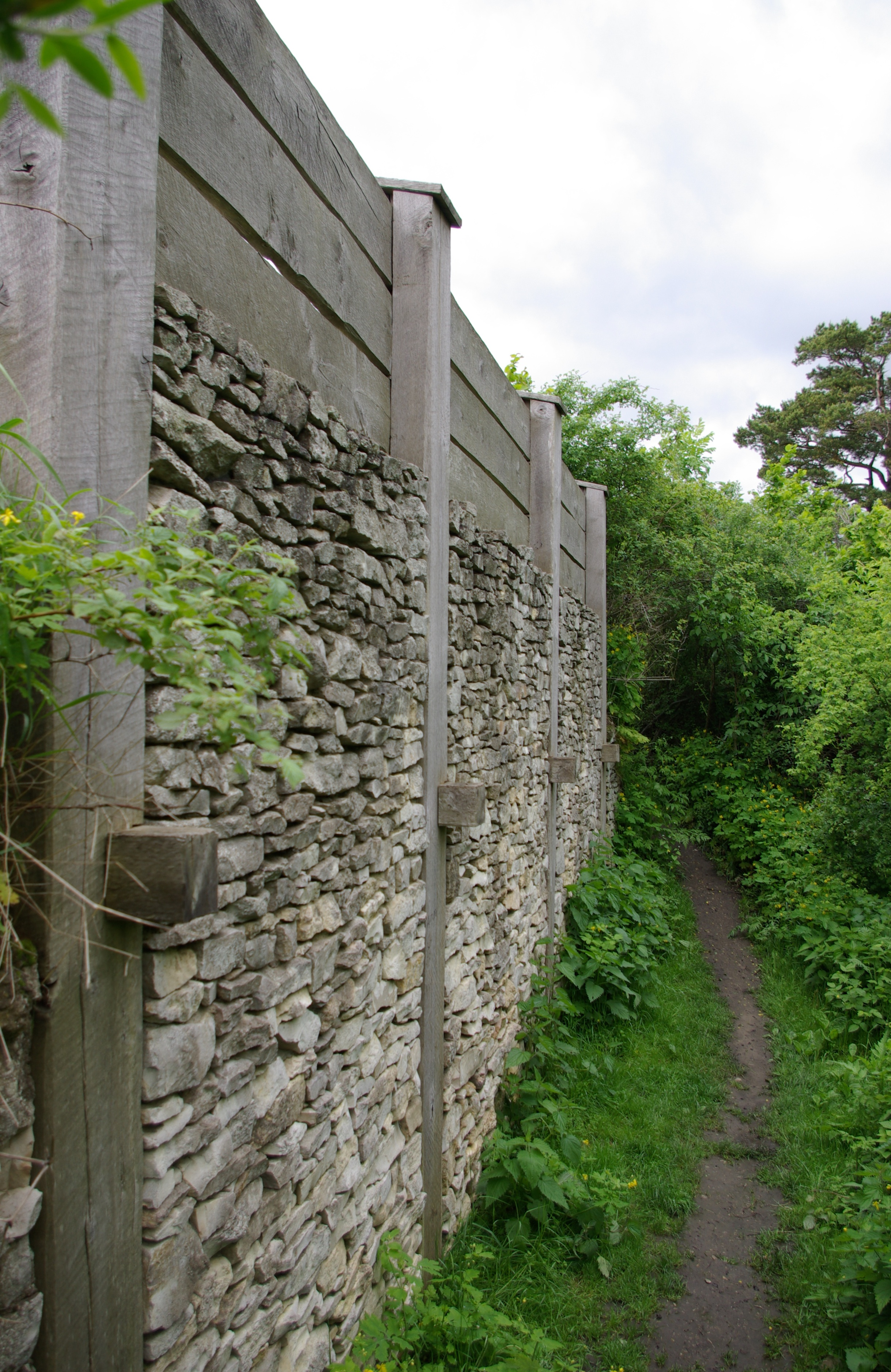
Rekonstruktion einer spätkeltischen Pfostenschlitzmauer, die das Gipfelplateau des Staffelbergs sicherte (2010)

Das Oppidum auf dem Staffelberg war eine keltische Zentralsiedlung auf dem Staffelberg nahe Bad Staffelstein im heutigen Oberfranken. Die dort archäologisch nachgewiesene Stadtanlage wird häufig mit dem Ortsnamen Menosgada identifiziert, den der griechische Geograph Claudius Ptolemäus für einen Ort im Bereich des heutigen Franken angibt.

## Name
Claudius Ptolemäus, ein Geograph des 2. Jahrhunderts n. Chr., versuchte sich in seiner Geographike Hyphegesis an einer Zusammenführung von etwa 6300 Ortsnamen in einem einzigen kartographischen Werk, meistens auf der Grundlage älterer Texte. Im nördlich der Donau gelegenen Germanien vermerkt er einen Ort namens Menosgada. Dessen Name dürfte aus dem Keltischen stammen. Der erste Namensteil wird in der modernen Forschung mit dem Main (lateinisch Moenus) in Verbindung gebracht, sodass Menosgada eine Siedlung am Ufer dieses Flusses bezeichnen müsste. Der Archäologe Paul Reinecke vermutete daher als Erster, dass das antike Menosgada auf dem Staffelberg zu suchen sei, wo sich die einzige spätkeltische Anlage dieser Größe am Ober- und Mittelmain befand.
Ptolemäus lokalisierte sie in seinem Koordinatensystem auf 34° 00 (östliche Länge vom Ferro-Meridian auf den Kanaren) und 49° 30 nördlicher Breite. In einem Projekt der TU Berlin wurden die Koordinaten aus seinem Werk umgerechnet und entzerrt. Dabei ergaben sich für Menosgada als entzerrte Koordinaten 49°43‘ 11°02', eine Stelle bei Hallerndorf im Landkreis Forchheim etwa 40 km vom Staffelberg entfernt. Die Genauigkeit der entzerrten numerischen Koordinaten von Ptolemaios liegen laut der Berliner Studie bei „10 bis 20 km bzw. 5‘ bis 10‘“ für die einzelnen Orte. In dieser Gegend ist jedoch kein Siedlungsplatz bekannt, der von der Bedeutung mit dem Staffelberg vergleichbar ist. Da zudem nicht bekannt ist, welche Qualität die von Ptolemäus verwendeten Quellen hatten und welche Irrtümer in der Überlieferung bis zu seiner Schaffenszeit im 2. Jahrhundert n. Chr. zusammengekommen sind, wird eine Gleichsetzung Menosgadas mit dem Staffelberg weiterhin als möglich oder sogar wahrscheinlich angenommen. Von früheren Autoren wurde Menosgada teilweise auch an einem Flussübergang bei Eger lokalisiert.

## Geschichte

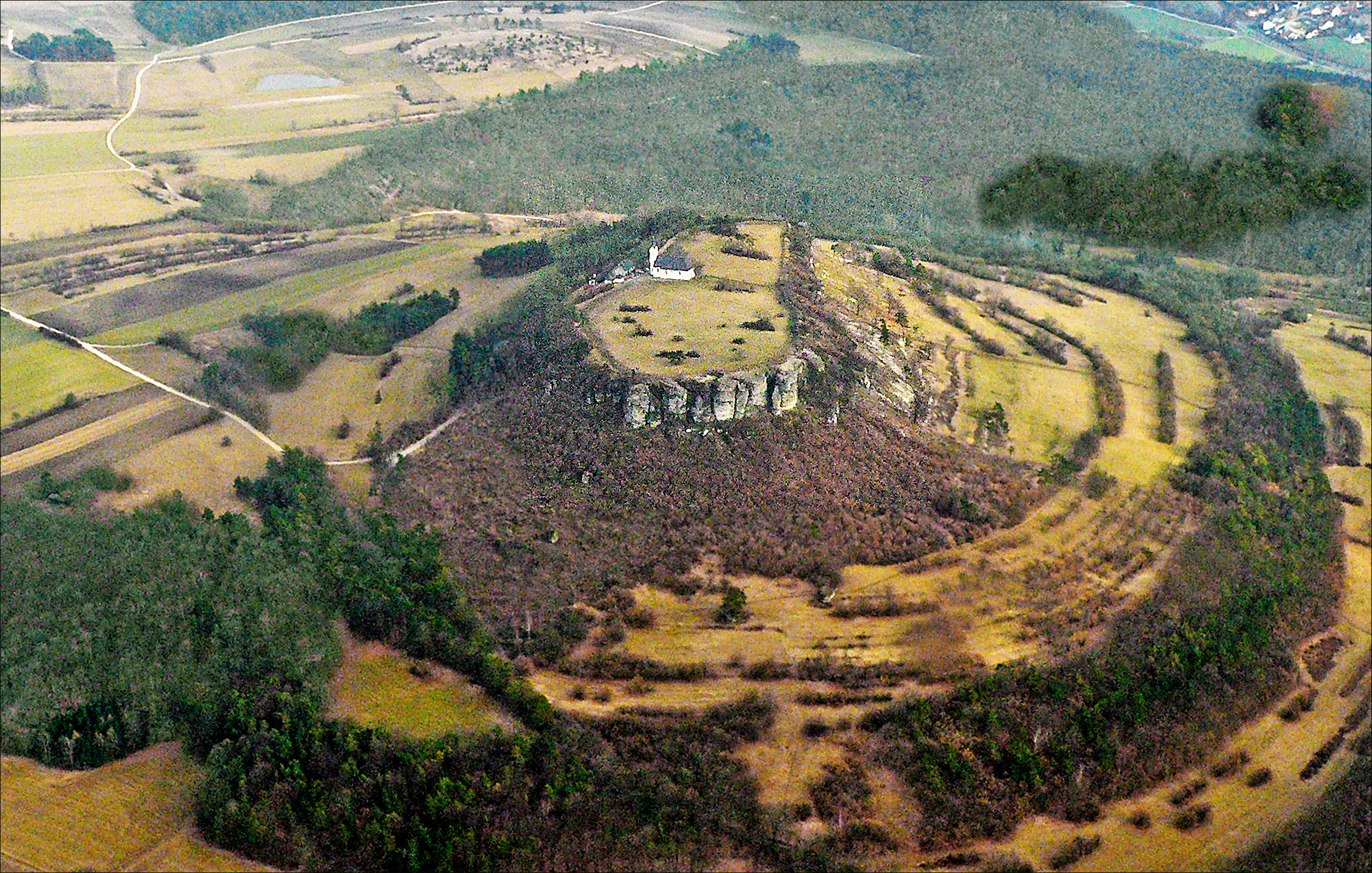
Luftbild des Staffelbergs mit dem Hochplateau, der sogenannten „Akropolis“

Um 5000 v. Chr. war das Staffelbergplateau bereits besiedelt, was durch Steinbeile, Feuersteingeräte und kleine Gefäßscherben belegt wird. Aus der frühen Urnenfelderzeit wurden Waffen und Schmuck aus Bronze gefunden. Seit der späten Hallstattzeit siedelten Kelten auf dem Staffelberg. In der frühen Latènezeit zwischen etwa 400 bis 300 v. Chr. wurde das Gipfelplateau durch eine 5 Meter dicke Steinmauer gesichert. Während der späten Latènezeit um etwa 130 v. Chr. wurde die einfache Wehranlage zu einem 49 Hektar großen Oppidum ausgebaut, das mit einer 2900 Meter langen Schutzmauer, vermutlich vier Toren und Fallgruben gegen das benachbarte Albgelände gesichert war. Der Verlauf der Befestigung lässt sich noch auf weiten Strecken gut im Gelände verfolgen. Der nordöstliche Zugang war im Sattel des Plateaus zwischen Staffelberg und Spitzberg durch einen sehr gut erhaltenen Sperrwall schwer befestigt. Dieser Abschnittswall verläuft von Nord nach Süd und ist heute noch etwa 320 Meter lang, bis zu 16 Metern breit und bis zu 3,6 Metern hoch.
Aus der Mitte der befestigten Siedlung ragte eine etwa vier Hektar große Akropolis auf einem Hochplateau von 125 × 350 Metern hervor, die von einer Pfostenschlitzmauer umgeben war. Hier siedelte die Oberschicht, die Münzen prägte und Kontakte mit dem Mittelmeerraum pflegte. Neben Keramik, Werkzeugen, Fibeln und Münzen konnten auf der „Akropolis“ auch zwei eiserne Münzstempel geborgen werden. Der Staffelberg war das nördlichste keltische Oppidum im heutigen Bundesland Bayern.
Die Siedlung wurde um 40/30 v. Chr. aufgegeben, als die keltischen Gesellschaften durch größere Bevölkerungsverschiebungen in Zentraleuropa und schließlich durch die römische Eroberung Galliens unter Gaius Iulius Caesar in eine tiefe Krise geraten waren. Durch den Zusammenbruch der Handelsnetzwerke in dieser Zeit scheint es für die keltische Oberschicht finanziell nicht mehr möglich gewesen zu sein, größere Siedlungen zu beherrschen und zu verwalten. Dazu passend zeigt auch der archäologische Befund auf dem Staffelberg, dass das dortige Oppidum von seinen Bewohnern friedlich verlassen wurde, ohne dass ein kriegerischer Angriff von außen dafür verantwortlich war. Die Befestigungstore wurden zwar abgebrannt, doch erfolgte dies entweder absichtlich bei der planmäßigen Aufgabe der Siedlung oder durch spätere Plünderer, die auf dem bereits verlassenen Berg nach Wertgegenständen suchten.
In den folgenden Jahrzehnten gab es zwei kleinere germanische Ansiedlungen im Stadtgebiet des heutigen Bad Staffelstein, die jedoch beide nur kurzzeitig bestanden. Eine längerfristige Besiedlung erfolgte erst, als im 4. Jahrhundert n. Chr. während der Völkerwanderungszeit eine germanische (vermutlich thüringische) Befestigung auf dem Staffelberg entstand. Diese war mit einer steinernen Ringmauer umgeben, von der sich jedoch nur wenige Reste erhalten haben. Seit dem Ende dieser Siedlung im 5. Jahrhundert ist der Staffelberg unbesiedelt.

## Befestigung
Die Befestigung der frühen Latènezeit bestand aus einer zweischaligen Steinmauer mit einer Füllung aus Erde und Steinbrocken. Die Nordostfront war zusätzlich durch eine ähnlich konstruierte Vormauer bewehrt. Die obere Mauer war zusätzlich durch stützendes Balkenwerk verstärkt. Das spätlatènezeitliche Oppidum übernahm dieses gestaffelte Befestigungsprinzip. Die obere Mauer wurde wieder mit einer Front aus Kalksteinen und Pfosten verblendet (eine Pfostenschlitzmauer, deren Rekonstruktion dort zu sehen ist). Auf der Rückseite schüttete man eine Erdrampe an. Die Vormauer wurde ebenfalls wieder hergestellt.
In Zusammenhang mit dem Ausbau des Oppidums entstand der gut erhaltene Abschnittswall. Dem von innen rampenartig ansteigenden Wall war ein breiter Sohlgraben von etwa 1 Meter Tiefe vorgelegt. Der aus dem anstehenden Fels geschlagene Graben beginnt erst etwa 2,5 Meter vor der Wallfront. Diese Front war durch eine Holzverblendung verstärkt, die den Wehrgang als Brustwehr überragte. Eine steinerne Verblendung ist dort nicht nachweisbar. Die Stützpfosten waren rückwärtig im Wall verankert. Insgesamt dürfte dieser Befestigungsabschnitt auf der Frontseite etwa 4,5 Meter hoch gewesen sein. Die spätlatènezeitliche Datierung der Abschnittsbefestigung wird durch einen Münzfund aus einem Grabungsschnitt betätigt. 1974 konnte dort eine um 170 v. Chr. geprägte Drachme des Königs Ariarathes IV. von Kappadokien geborgen werden.
Die sonstige Wallbefestigung des Oppidums bestand aus einer etwa 3 Meter hohen und 5 Meter breiten Pfostenschlitzmauer mit hölzerner Brustwehr. Am steilen Nordhang wurde hierzu eine ungefähr 1,5 Meter tiefe Geländestufe aus dem Fels gemeißelt. Die Stützpfosten waren wieder rückwärtig durch Querbalken im Wall verankert.
Bei archäologischen Ausgrabungen in den Jahren 2017–2019 wurde ein keltisches Zangentor im Südwesten des Oppidums gefunden. Die Breite des Tores betrug 7,1 Meter, die Länge 6,6 Meter. Es erreichte vermutlich eine Höhe von 12,5 Metern. Damit gehörte das Zangentor vom Staffelberg wahrscheinlich zu den größten Bauwerken dieser Art. In den Holzpfosten, die die Mauer des Tores stützten, saßen in geschnitzten Nischen 30 abgeschlagene Köpfe. Die wohl nur einseitige Pflasterung des ansteigenden Weges deutet auf Rechtsverkehr hin.